# Libro tibetano dei morti

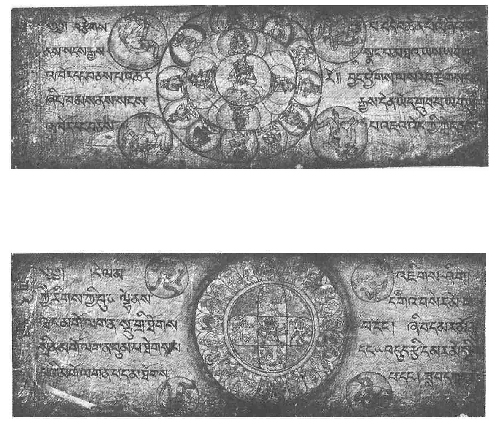
Manoscritto del Bardo Tödröl Chenmo.

Il Libro tibetano dei morti, il cui titolo in lingua originale è Bardo Tödröl Chenmo (in tibetano བར་དོ་ཐོས་གྲོལ་ཆེན་མོ་, wylie: bar do thos grol chen mo; lett. «Suprema Liberazione con l'Ascolto nello stato intermedio»; reso anche come Bardo Thodol), corrisponde a una sezione di un più ampio testo buddhista tibetano dal titolo Zab chos zhi khro dgongs pa rang grol (ཟབ་ཆོས་ཞི་ཁྲོ་དགོངས་པ་རང་གྲོལ, Zabchö Shitro Gongpa Rangdrol, lett. «La profonda dottrina di autoliberazione della Mente [mediante l'incontro] con le Divinità pacifiche e adirate»).
Il Bar do thos grol chen mo è un testo gter ma (གཏེར་མ) ovvero un "Tesoro nascosto" o un "Testo tesoro" della scuola rnying ma (རྙིང་མ་) scoperto nel XIV secolo da Karma gling pa (ཀརྨ་གླིང་པ་, Karma Lingpa, 1326–1386).

## Contenuto
Il testo descrive le esperienze che l'anima cosciente vive dopo la morte, o meglio nell'intervallo di tempo che, secondo la cultura buddista, sta fra la morte e la rinascita. Questo intervallo si chiama, in tibetano, bardo. Il libro include anche capitoli riguardanti i simboli di morte, i rituali da intraprendere quando la morte si avvicina, o quando ormai è avvenuta.
Nella tradizione, il Bardo Todol viene recitato presso il corpo del morto (o del morente) in un periodo di tempo dopo la morte in cui si ritiene che il defunto possa ancora essere ricettivo, per rammentargli la dottrina del vuoto ed aiutarne lo spirito ad evitare il ciclo di rinascita. Nel libro si ripercorrono tre fasi nelle quali progressivamente, le ultime due in seguito al possibile fallimento della fase precedente:
1. si cerca di favorire lo scioglimento dello spirito nel nirvana;
2. si aiuta ad identificare lo spirito con le "divinità" del piano di cofruizione intermedio tra l'ingresso nel nirvana e la ricaduta nel ciclo di rinascite. Di tale piano sono caratteristici i Cinque Buddha spesso raffigurati nei Maṇḍala;
3. si tenta di evitare la ricaduta nel ciclo di rinascite.

La prima traduzione italiana direttamente dal tibetano è stata pubblicata nel 1949 ad opera di Giuseppe Tucci.

## Storia
È il testo universalmente più noto della letteratura tibetana Nyingmapa. La copia originale è conservata presso un monastero buddista nella città di Darjeeling, in India. Evans-Wentz's ha introdotto il testo in Occidente. Secondo John Myrdhin Reynolds l'edizione messa in circolazione da Evans-Wentz è ricca di fraintendimenti ed incomprensioni. Il fatto è da attribuire alla cultura teosofica e vedica nella quale si era formato Evans-Wentz. Le sue conoscenze di pratica e filosofia buddista erano infatti limitate e il testo che è poi stato conosciuto in Occidente come Il libro tibetano dei morti altro non è che una raccolta di testi di visualizzazioni di ciò che succederà dopo la morte. Contrariamente alla diffusa convinzione introdotta erroneamente da Evans-Wentz, non è pratica comune nel buddismo tibetano leggere ad alta voce il Bardo Todol presso il corpo del morto o del morente.